# Yangpa
Lee Eun-Jin (koreansk: 이은진, født 17. marts 1979), bedre kendt under hendes scenenavn Yangpa (koreansk: 양파, der betyder "løg"), er en sydkoreansk sanger. Hun studerede ved Berklee College of Music i Boston, Massachusetts.

## Historie

### 1990'erne
Yangpa debuterede i 1996 med albummet Novice's Love, som havde den største succes i sin karriere. Hendes andet album, I Want to Know, var moderat succesfuldt, ligesom hendes tredje album, Addio, var det.

### 2000'erne
Skønt aktiv i begyndelsen af tiåret, begyndte Yangpa at opleve helbredsproblemer, der forårsager hende til at tage en pause. Hun udgav et album i 2007 med titlen The Windows Of My Soul og samarbejdede med sangeren Miho, men hendes aktiviteter var kortvarige, og hun tog igen en pause.

### 2010'erne
I begyndelsen af 2011 blev det meddelt, at Yangpa havde underskrevet kontrakt med Core Contents Media og ville gøre comback efter hendes fire års fravær. Hendes EP, Elegy Nouveau, blev udgivet den 28. marts 2011 og indeholdt de selvskrevne spor "Bon Appetit" og "그때 그 사람". Efter at billederne i forbindelse med albummet blev offentliggjort, opstod kontroverser over hvorvidt sangerinde havde fået kosmetisk kirurgi eller ej. Hendes agentur benægtede i første omgang formodningerne, men Yangpa sagde senere i et interview, at hun havde fået udført kosmetisk arbejde.
Yangpa udgav sangen "Sarangeun da Geureongeoraeyo" (사랑은 다 그런거래요, oversat: I kærlighed er alt det samme) med Davichis Lee Haeri og F-ve Dolls-medlem Han Na-Yeon (HANNA) den 4. april 2012 og meddelte at hun ville udgives et nyt album med titlen "Together". Kort efter at sangene blev udgivet, blev en alternativ udgave af sangen med titlen "Ibyeoreun da Geureongeoraeyo" (Koreansk: 이별 은 다 그리 하다, "Parting all the Same") introduceret og med medvirken af Speed's Shin Jong Kook.
Den 22. oktober 2016 deltog Yangpa i Immortal Songs 2 og vandt for denne udsendelse med 435 point.

## Diskografi

### Studiealbums
| Album Information                                             | Track Listing |
| ------------------------------------------------------------- | --- |
| Grasshopper's Love (애송이의 사랑) - Udgivelsesdato: 1996     | - 01. 애송이의 사랑 - 02. 비타민 - 03. Forever With You (천사의 시) - 04. Don't U Want Me - 05. 괜찮아 - 06. 뱀파이어 - 07. Internet Girl (야후) - 08. Heart Beat Away (애송이의 사랑)                                               |
| I Want to Know (알고 싶어요) - Udgivelsesdato: 1. januar 1998 | - 01. Intro - 02. Sweet 19 Funky (Blue Birthday) - 03. 알고 싶어요! - 04. 소유 - 05. Neverland - 06. 믿지 못할 세계 - 07. Stay With Me - 08. That's Ok! - 09. 다시 우리 (feat. Kim Jo-han) - 10. 소녀가... 소년에게... - 11. Overlap |
| ADDIO - Udgivelsesdato: 26. juni 1999                         | - 01. 그녀안의 나 - 02. 오늘만 - 03. A`D DIO - 04. 愛易不非 - 05. 나쁜혈통 - 06. 평온 - 07. 지구에서 보낸 한 철 - 08. 머뭇머 - 09. 그대 아니었다면 (Duet With Lee Seung-Hwan) - 10. 나비의 비행 - 11. 요술공주 - 12. Missing you     |
| Perfume - Udgivelsesdato: 29. april 2001                      | - 01. 고백 - 02. Special Night - 03. 그대 없는 나 - 04. Daydreamer - 05. Deepest In Your Heart - 06. Drive - 07. My Song - 08. One Fine Day - 09. 님 - 10. 피안화 - 11. 본능 - 12. 불언                                              |
| The Windows Of My Soul - Udgivelsesdato: 7. maj 2007          | - 01. Marry Me - 02. 나 때문에 - 03. 사랑..그게 뭔데 - 04. 한사람 - 05. 그대를 알고 - 06. Love Letter - 07. la vie en rose - 08. 울지 않는 법 - 09. 기억해 - 10. 잃어버린 시간을 찾아서 - 11. 그녀를 버려요 - 12. 친절하네요         |

### EP-plader
| Album Information                              | Track Listing |
| ---------------------------------------------- | --- |
| Elegy Nouveau - Udgivelsesdato: 28. marts 2011 | - 01. 너라면 좋겠어 - 02. 아파 아이야 - 03. 그때 그 사람 - 04. 본 아뻬띠 (Bon Appetit – 맛있게 드세요) (Feat. Yoon Doojoon of B2ST) - 05. 친구야 - 06. 너라면 좋겠어 (Inst.) - 07. 아파 아이야 (Inst.) - 08. 그 때 그 사람 (Inst.) - 09. 본 아뻬띠 (Bon Appetit – 맛있게 드세요) (Inst.) - 10. 친구야 (Inst.) |
| Together - Udgivelsesdato: 9. maj 2012         | - 01. 알아요 (I Know) (feat. Seeya's Boram, T-ara's Soyeon) - 02. 사랑은 다 그런거래요 (Love is All the Same) (feat. Davichi's Haeri, 5dolls' Han Na-Yeon) - 03. 이별은 다 그런거래요 (Parting is All the Same) (feat. Speed's Shin Jongkook) - 04. My Love (feat. Shannon) - 05. Wonderful Girl              |

### Opsamlinger
| Album Information                                                                                   | Track Listing |
| --------------------------------------------------------------------------------------------------- | --- |
| A Letter From Berkeley - Udgivelsesdato: 30. november 1999 - Note: Contained both old and new songs | - 01. 다 알아요 - 02. 애송이의 사랑 - 03. Forever With You - 04. 알고 싶어요 - 05. 소유 - 06. Addio - 07. 그녀안의 나 - 08. 괜찮아 - 09. Stay With Me - 10. 소녀가 소년에게 - 11. 애이불비 - 12. 그대 아니었다면 (With Lee Seung-Hwan) - 13. 너를 지켜줄께 (With Lee Ji-hoon) - 14. 미로 - 15. Missing You - 16. Heart Beat Away - 17. 애송이의 사랑 (Inst.) - 18. 알고 싶어요 (Inst.) - 19. Addio (Inst.) |
| The Best Album - Udgivelsesdato: 14. november 2003                                                  | - 01. 그대 없는 나 - 02. 소유 - 03. Daydreamer - 04. Special Night - 05. My Song - 06. 나 가거든 - 07. 피안화 - 08. ADDIO - 09. 다 알아요 - 10. 그녀안의 나 - 11. 알고 싶어요 - 12. 애이불비 - 13. 믿지 못할 세계 - 14. 어쩔 수 없는 (Feat. Kim Jo Han) - 15. 애송이의 사랑 - 16. ADDIO (Inst.) - 17. 다 알아요 (Inst.)                                                                                    |

### Soundtracks
| Album Information                                              | Track Listing                            |
| -------------------------------------------------------------- | ---------------------------------------- |
| A Bittersweet Life OST - Udgivelsesdato: 4. juli 2005          | - 달콤한 인생 II (A Bittersweet Life II) |
| Soul OST - Udgivelsesdato: 29. juni 2009                       | - 령혼 (Ghost)                           |
| Tears of Heaven OST - Udgivelsesdato: 31. december 2010        | - Can You Hear Me?                       |
| Deep Rooted Tree OST Part 2 - Udgivelsesdato: 3. november 2011 | - 기억할께요 (I'll Remember)             |